# Betxí
Betxí (spanisch Bechí) ist eine Gemeinde in der Provinz Castellón der Autonomen Gemeinschaft Valencia in Spanien mit 5.592 Einwohnern (Stand: 2024). Der Gemeindekern liegt wenige Kilometer von der Mittelmeerküste entfernt.

## Geografie
Betxí liegt etwa 13 Kilometer südwestlich der Provinzhauptstadt Castelló de la Plana in einer Höhe von ca. 100 m. Durch die Gemeinde führt die Autovía A-7 (tlw. als „CV-10“ beschildert).

## Demografie
| Einwohnerentwicklung von Betxí | Einwohnerentwicklung von Betxí | Einwohnerentwicklung von Betxí | Einwohnerentwicklung von Betxí | Einwohnerentwicklung von Betxí | Einwohnerentwicklung von Betxí | Einwohnerentwicklung von Betxí | Einwohnerentwicklung von Betxí | Einwohnerentwicklung von Betxí | Einwohnerentwicklung von Betxí | Einwohnerentwicklung von Betxí | Einwohnerentwicklung von Betxí | Einwohnerentwicklung von Betxí |
| 1900                           | 1910                           | 1920                           | 1930                           | 1940                           | 1950                           | 1960                           | 1970                           | 1981                           | 1991                           | 2001                           | 2011                           | 2021                           |
| ------------------------------ | ------------------------------ | ------------------------------ | ------------------------------ | ------------------------------ | ------------------------------ | ------------------------------ | ------------------------------ | ------------------------------ | ------------------------------ | ------------------------------ | ------------------------------ | ------------------------------ |
| 2077                           | 2122                           | 2032                           | 2221                           | 2256                           | 2333                           | 2903                           | 3996                           | 4824                           | 5285                           | 5381                           | 5890                           | 5605                           |

## Sehenswürdigkeiten
- Kirche Mariä Engel (Iglesia de Nuestra Señora de los Ángeles), 1704 errichtet
- Antoniuskapelle (Ermita de San Antonio)
- Kalvarienkapelle (Ermita del Calvario)
- Palas der früheren Festung von Betxí (Castillo Palacio de los Condes de Arizo) bzw. Palast der Grafen von Arizo, im 16. Jahrhundert erbaut

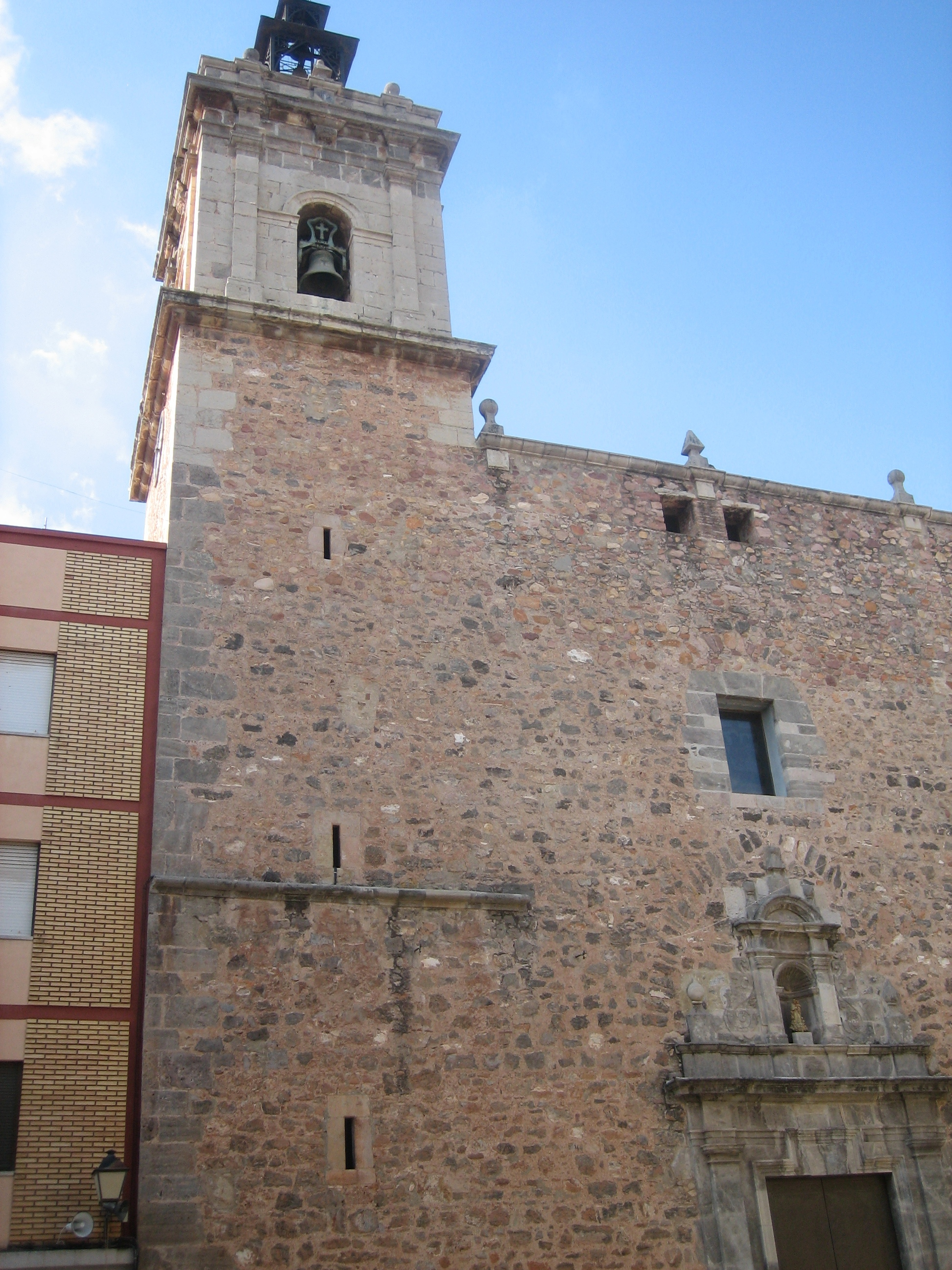
Kirche Mariä Engel
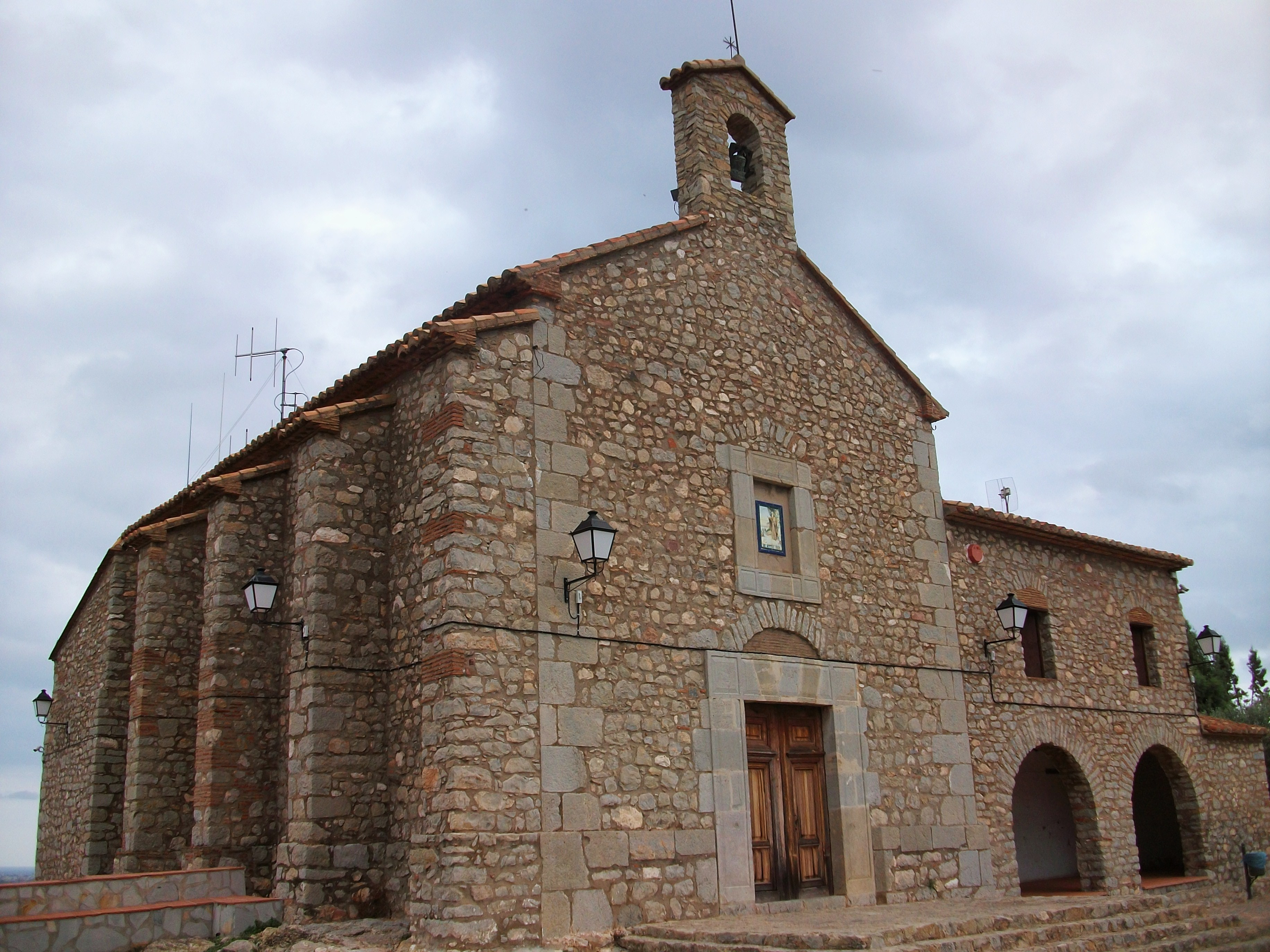
Antoniuskapelle
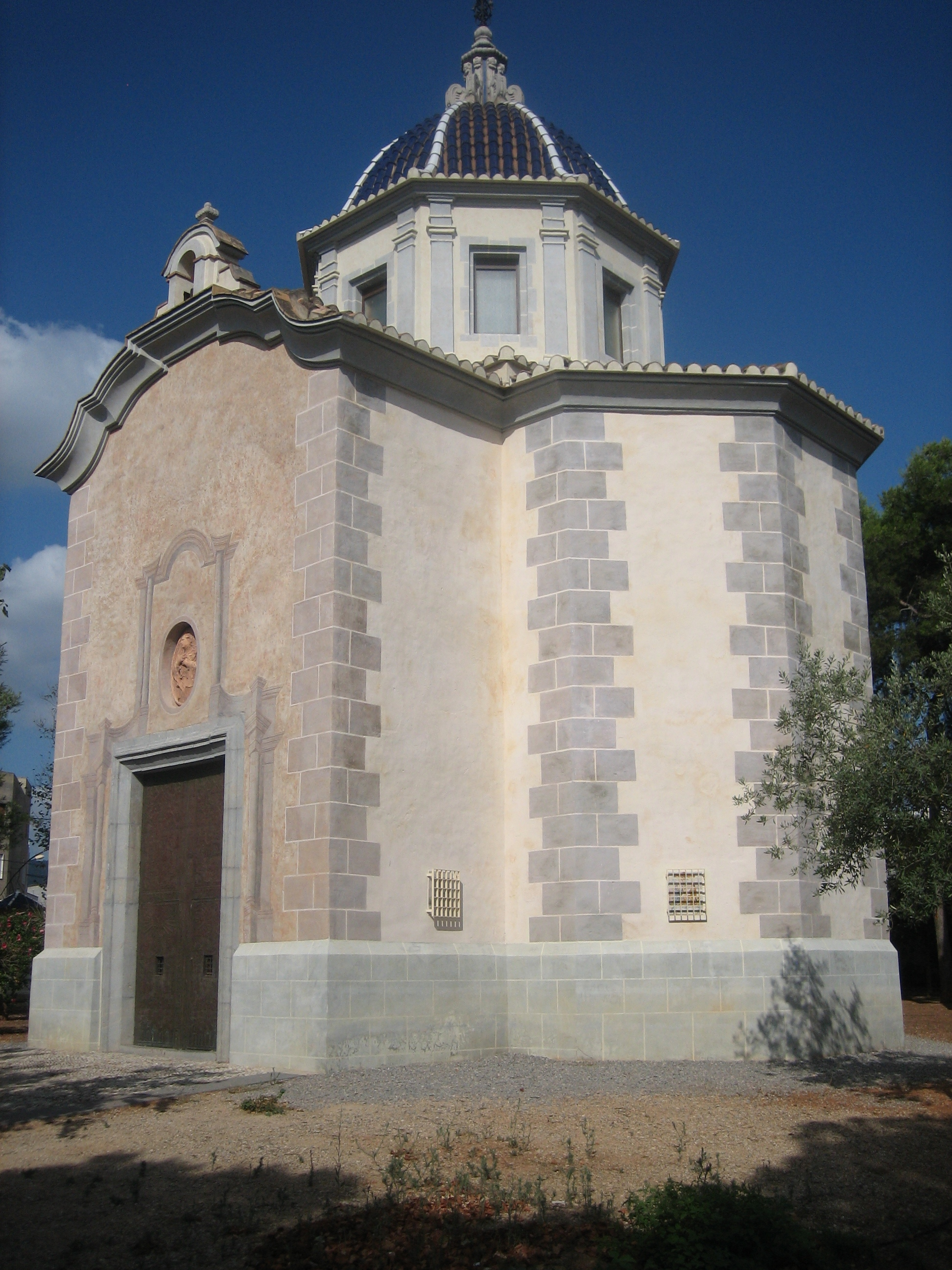
Kalvarienkapelle
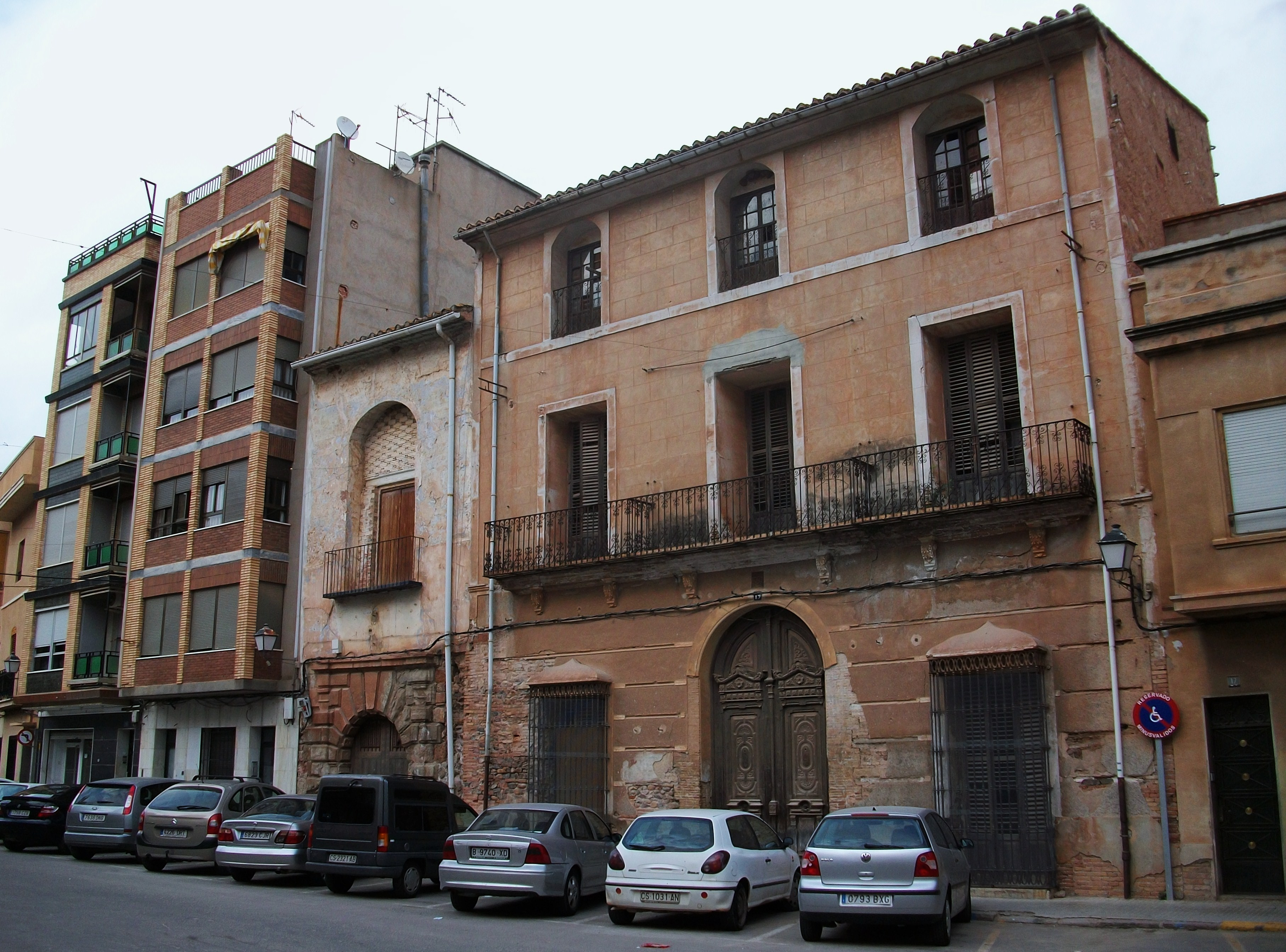
Palas von Betxí
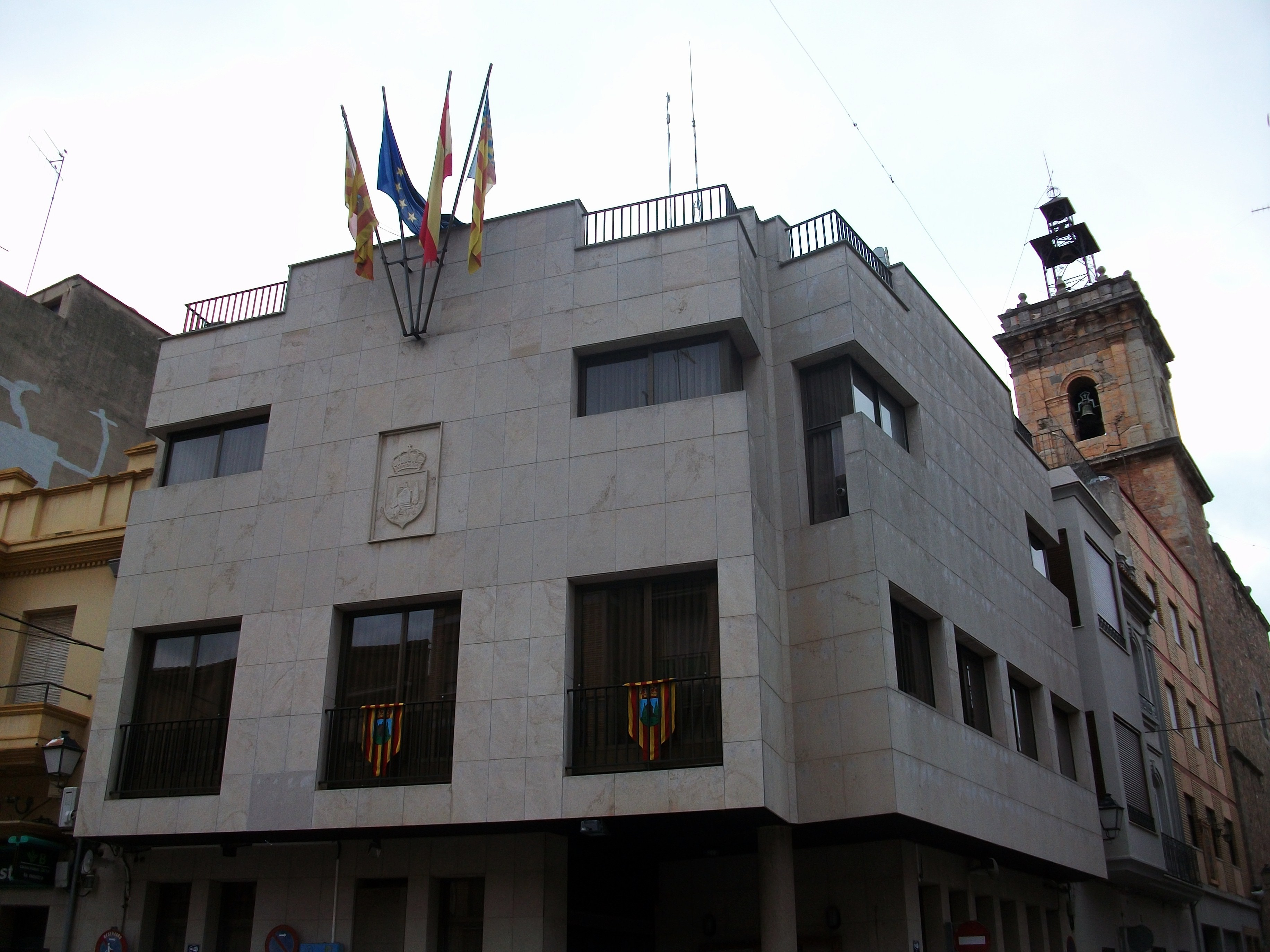
Rathaus

## Festlichkeiten
Jährlich findet das internationale Rockfestival Sant Antoni Pop Festival hier statt.

## Persönlichkeiten
- Roberto Fernández Bonillo (* 1962), Fußballspieler